# Chembai Vaidyanatha Bhagavatar
Chembai Vaidyanatha Bhagavatar (Cempai Vaittiyanāta Pākavatar; Vaidyanatha Iyer; * 1. September 1896 in Chembai; † 16. Oktober 1974) war ein indischer Sänger und Vertreter der Karnatischen Musik.

## Leben
Der Musiker, der unter dem Namen Chembai oder auch Bhagavatar bekannt wurde, wurde in eine tamilische Brahmanenfamilie geboren, die seit fünf Jahrhunderten der Karnatischen Musik verbunden war. Sein Vater, der Geiger und Sänger Anantha Bhagavatar, unterrichtete ihn im traditionellen karnatischen Gesang ab seinem dritten Lebensjahr gemeinsam mit seinem Bruder Subramaniam Bhagatavar, später hatte er auch Violin- und Flötenunterricht. Ihren ersten öffentlichen Auftritt hatten die Brüder 1905 bei einem Tempelfestival in Ottapalam.
Mit seinem Konzertdebüt 1918 in Madras begann seine erfolgreiche Laufbahn als Sänger. Er, Ariyakudi Ramanuja Iyengar und Maharajapuram Vishwanatha Iyer galten in ihrer Zeit als das Triumvirat der Karnatischen Musik. Chembai wurde mit zahlreichen Titeln und Preisen geehrt. 1951 erhielt er den Titel Sangeetha Kalanidhi, die höchste Auszeichnung der Karnatischen Musik, 1958 den Sangeet Natak Akademi Award für karnatische Musik. Der indische Präsident V. V. Giri verlieh ihm 1973 den Padma Bhushan, den dritthöchsten indischen Zivilorden.
Große Aufmerksamkeit widmete Chembai auch dem Unterricht von Nachwuchsmusikern. Zu seinen Schülern zählten u. a. Chembai Narayana Bhagavathar, Mangu Thampuran, Guruvayur Ponnammal, T. V. Gopalakrishnan, V. V. Subramaniam, P. Leela, K. G. Jayan und K. G. Vijayan, K. J. Yesudas und Babu Parameswaran. Er förderte auch Begleitmusiker wie Palghat Mani Iyer, Lalgudi Jayaraman, M. S. Gopalakrishnan, T. N. Krishnan, Palani Subramaniam Pillai und L. Subramaniam. 
Achtundsiebzigjährig starb Chembai nach einem Konzert im Poozhikkunnu-Sreekrishna-Tempel in Ottapalam während eines Gesprächs mit seinem Schüler Olappamanna Vasudevan Namboothiripad an einem plötzlichen Herzstillstand. Seit seinem Tod findet jährlich ihm zu Ehren ein Musikfestival (Chembai Sangeetholsavam) statt. Das staatliche Musikcollege von Palakkad trägt seinen Namen.